# Solpuga hispidicelis
Solpuga hispidicelis är en spindeldjursart som beskrevs av Lawrence 1964. Solpuga hispidicelis ingår i släktet Solpuga och familjen Solpugidae. Inga underarter finns listade i Catalogue of Life.